# Helianthemum apenninum
Helianthemum apenninum Vit solvända är en solvändeväxtart. Det är en extremt polymorf art där bl. a. den vanligaste blomfärgen, vit, lokalt kan ersättas med rosa i Spanien och Italien. enl. Enric Marti Colomer http://floressilvestresdelmediterraneo.blogspot.se/2014/04/cistaceae-helianthemum-apenninum-subsp.html Helianthemum apenninum ingår i släktet solvändor, och familjen solvändeväxter.

## Underarter
Arten delas in i följande underarter:
- H. a. apenninum
- H. a. cavanillesianum
- H. a. masguindalii
- H. a. caraltii
- H. a. setosum
- H. a. tomentellum

## Bildgalleri

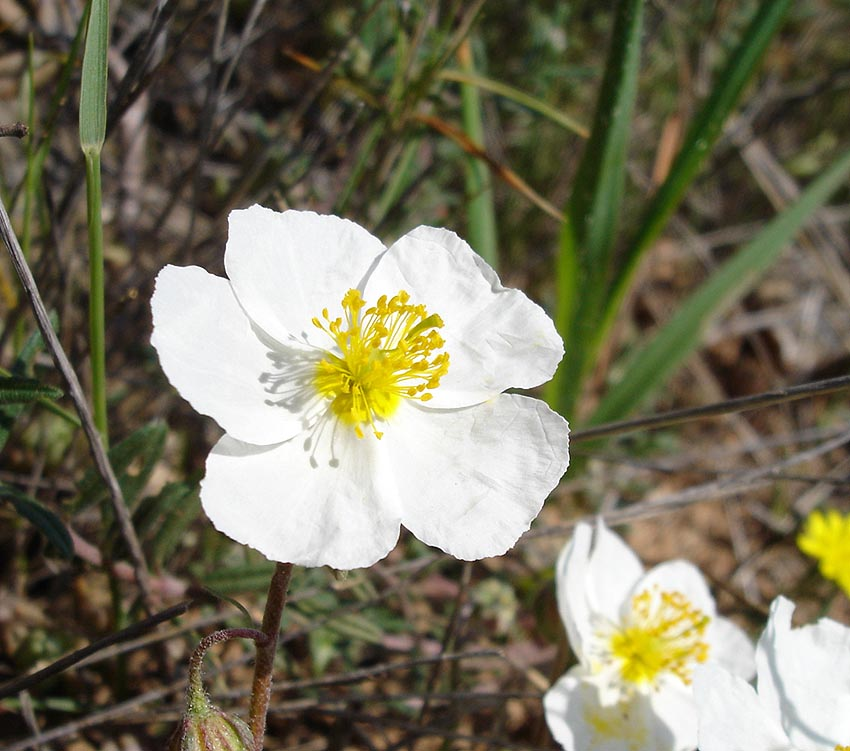
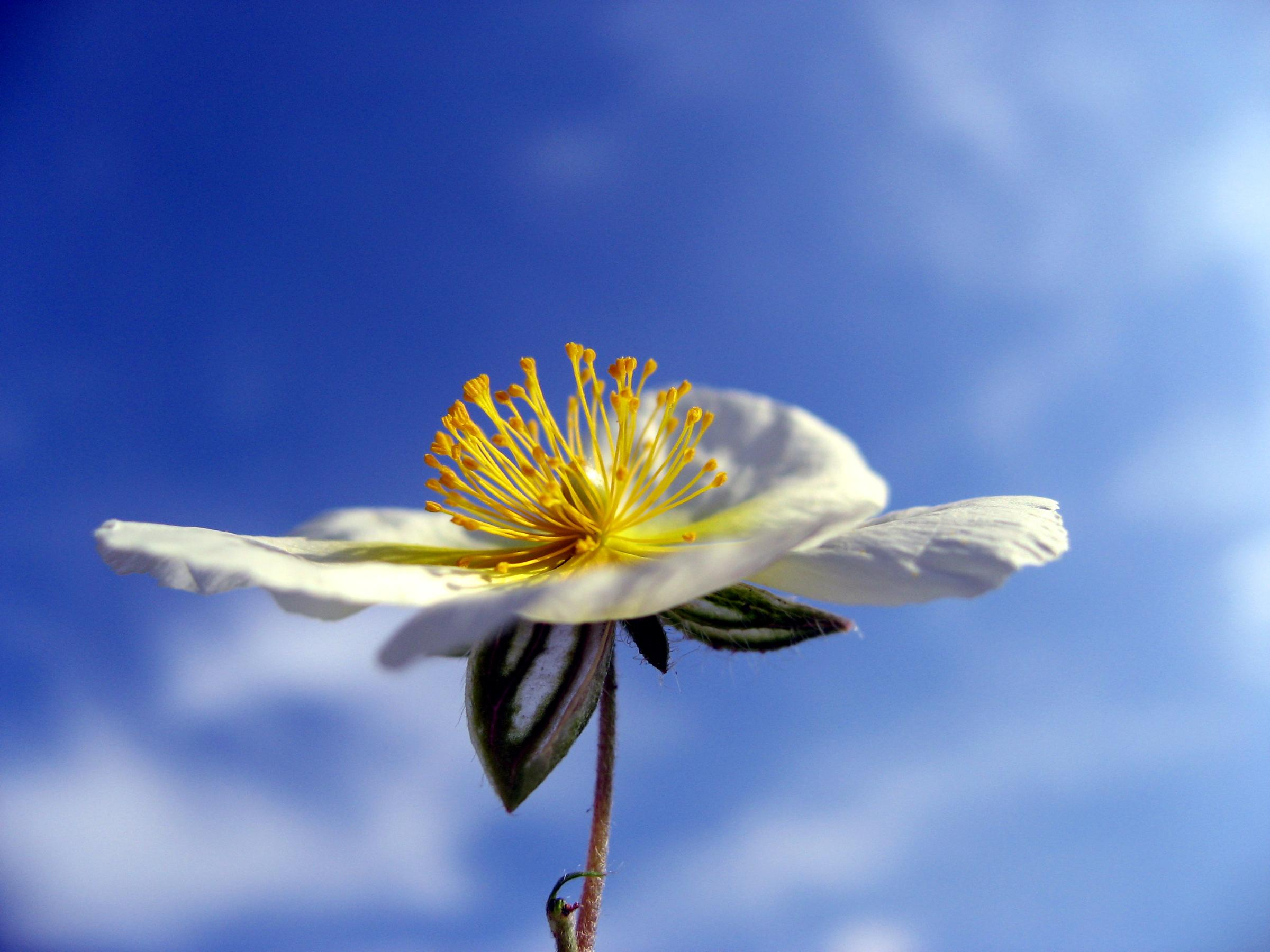
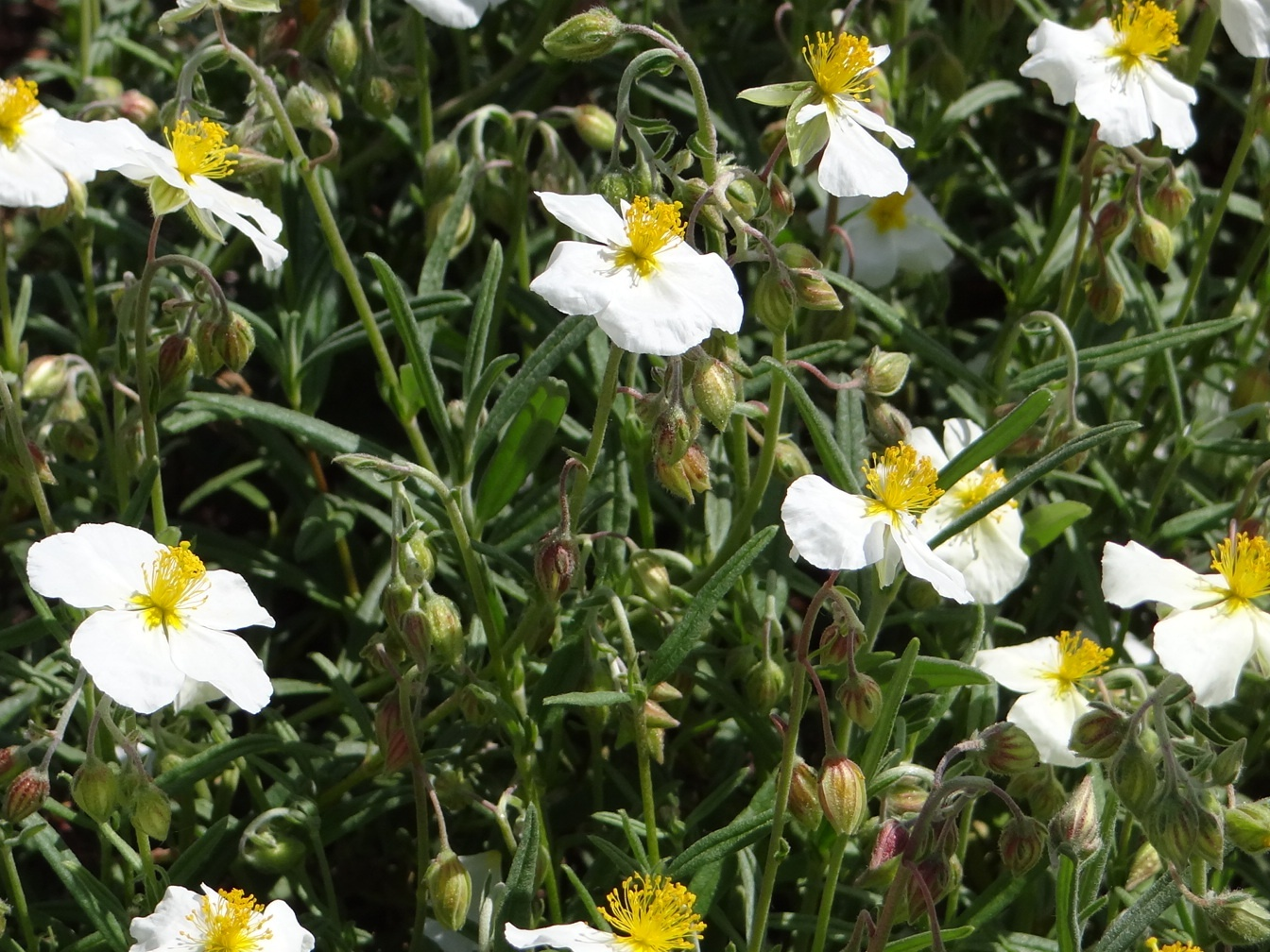
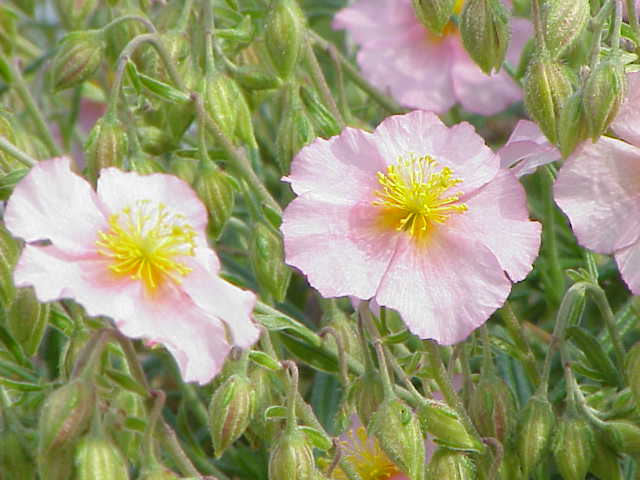
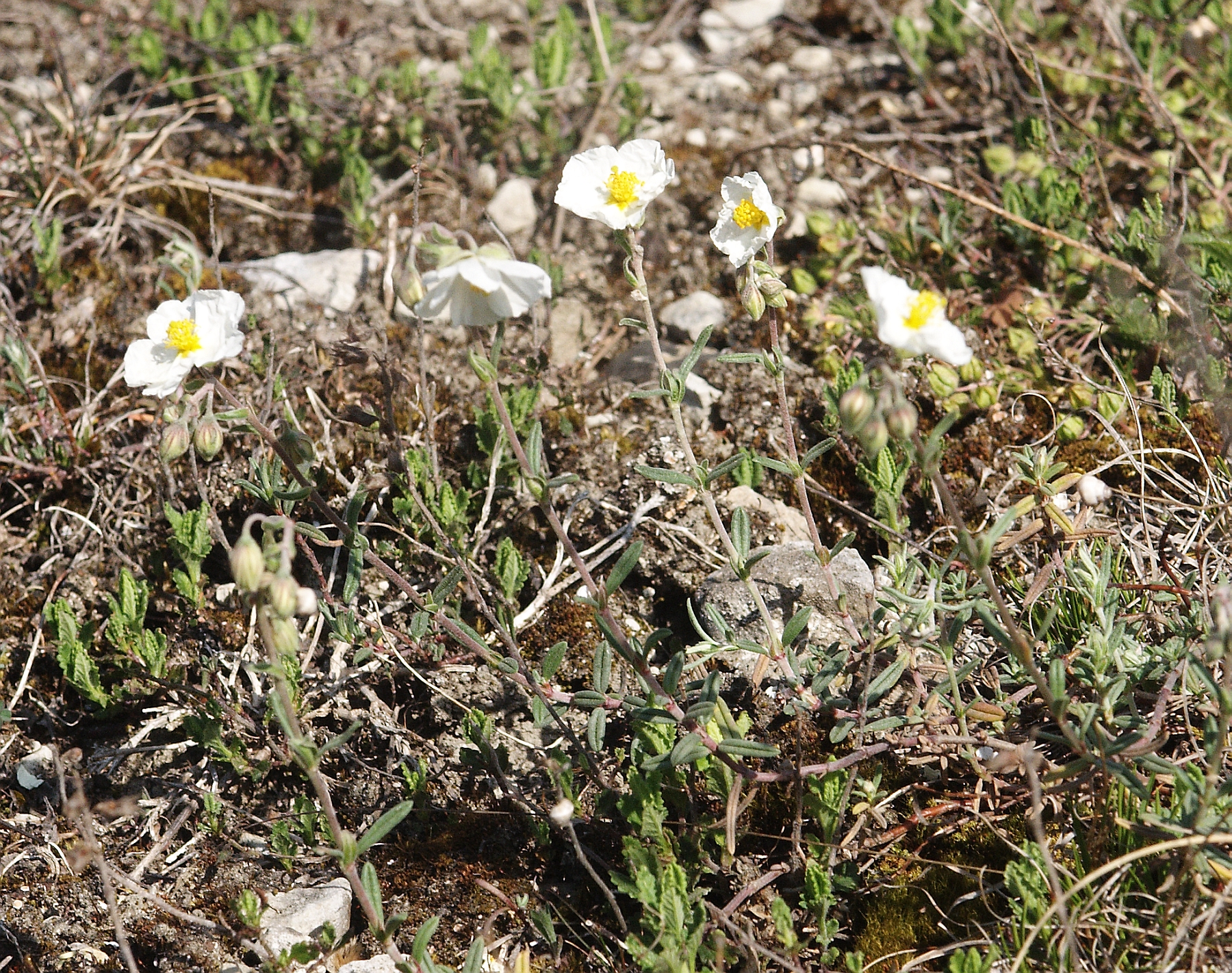
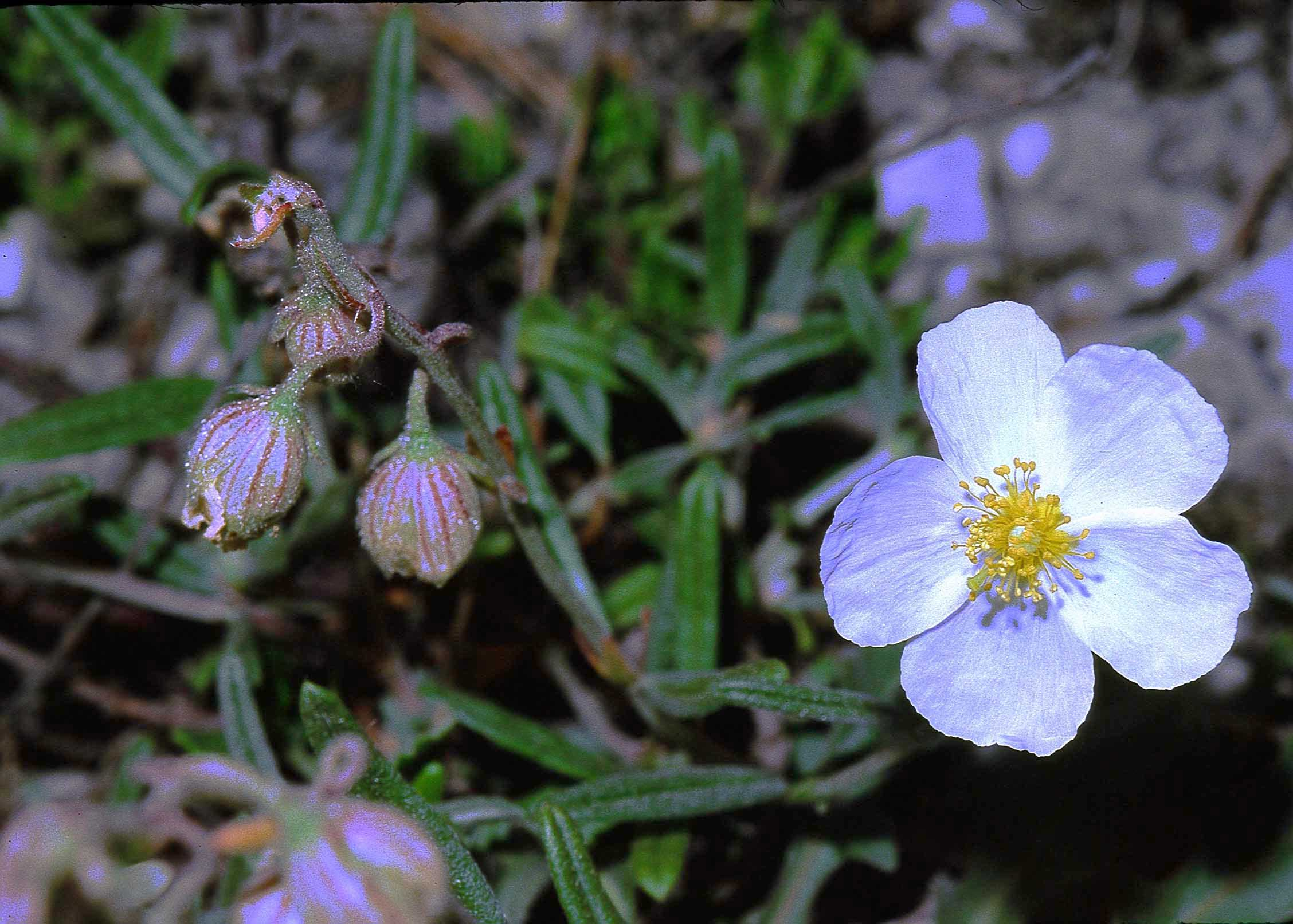